# Погруддя кардинала Рішельє (Берніні)
Погруддя кардинала Рішельє (Берніні)  (англ. Bust of Cardinal Richilieu) — скульптурний портрет кардинала і прем'єр-міністра Франції, котрий створив римський скульптор Лоренцо Берніні (1598—1680).

## Замова і замовник
Арман Жан дю Плессі Рішельє в молоді роки бажав стати військовим. Але мати з п'ятьма дітьми, що зосталась удовою по смерті чоловіка, потребувала захисту і матеріальної підтримки. Єдиним джерелом прибутків родини було єпископство Люсона. Так замість військової кар'єри молодий Рішельє обрав кар'єру священика. 
Він пройшов довгий шлях політичного діяча і царедворця, допоки не зробив вдалу церковну і світську кар'єру і став єпископом ( 1607 р. ), депутатом Генеральних Штатів від духовенства ( 1614), кардиналом (1622), першим міністром (1624 і фактичним керівником уряду Франції.
Посаду першого міністра кардинал утримував до власної смерті. Відповідно до посади і статусу кардинала він оточив себе розкошами. Розкритий заколот з метою убивства кардинала Рішельє примусив того створити власну гвардію.
1640 року він забажав мати власну скульптуру у повний зріст роботи уславленого римського скульптора Лоренцо Берніні. Перемови з цього приводу проводили дипломат при дворі папи римського від Франції, маршал д'Естре, та довірена особа кардинала — італієць Джуліо Мазаріні. 
Про перемови дізнався папа римський, котрий і сам не мав скульптури у повний зріст роботи Берніні. Тому скульптор отримав наказ створити лише погруддя .

## Негативна реакція на портрет
Хворобливий, до того ж виключно зайнятий, Рішельє не міг і не хотів їхати до Риму заради позування. Лоренцо Берніні був вимушений працювати без позування, створивши черговий офіциозний і парадний портрет, котрий перевезли до столиці Франції.
Незважаючи на реалістичні деталі, портрет в Парижі визнали невдалим і він викликав негативні відгуки. Але дипломатичний Джуліо Мазаріні надіслав у Рим звістку про позитивне сприйняття портрета, що було неправдою. 
Реакцією кардинала на твір Берніні була замова на власний скульптурний портрет, створити котрий довірили французькому скульпторові Жану Варену (1604—1672).
А на початку грудня 1642 кардинал помер.